# Thinophilus bicalcaratus
Thinophilus bicalcaratus är en tvåvingeart som beskrevs av Negrobov 1971. Thinophilus bicalcaratus ingår i släktet Thinophilus och familjen styltflugor. Inga underarter finns listade i Catalogue of Life.